# محمود حریری

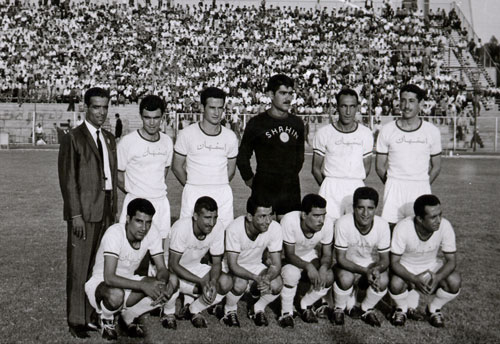
باشگاه شاهین اصفهان – ۱۳۴۲ محمود حریری با کت و شلوار از بازیکنان متمایز شده است.

محمود حریری (زادهٔ بهمن ۱۳۰۹ در رفسنجان – درگذشتهٔ خرداد ۱۳۷۴ در تهران) بازیکن و مربی سابق فوتبال اهل ایران و یکی از فرهیختگان مکتب شاهین بود. او بنیانگذار باشگاه فوتبال سپاهان اصفهان است که در سال ۱۳۳۲ این باشگاه را با الگوبرداری از شاهین تهران، با نام «شاهین اصفهان» تأسیس کرد. وی پس از تشکیل باشگاه شاهین اصفهان، بین شهرهای اصفهان و تهران در رفت و آمد بود تا با وسواس خاصی این تیم را به قدرت اول فوتبال اصفهان نیز تبدیل کند.
او به مسائل فرهنگی و اخلاقی در باشگاه اهمیت زیادی می‌داده و بر علم و تحصیل بازیکنان تیم نیز تأکید داشته است. حریری فارغ‌التحصیل دانشسرای تربیت بدنی بود. وی مدتی به عنوان دبیر ورزش، در مدرسه فعالیت می‌کرده است. او از بازیکنان باشگاه فوتبال شاهین تهران، تیم ملی فوتبال ایران و از مربیان و مدیران باشگاه شاهین اصفهان (سپاهان کنونی) بوده است. حریری به عنوان بازیکن در پست هافبک بازی می‌کرده است. او برادر خانم بهرام افشارزاده بوده است.
وی به دلیل علاقهٔ زیادی که به باشگاه شاهین داشت، نام فرزند خود را شاهین نهاد. او از سال ۱۳۳۲ تا سال ۱۳۶۱ مدتی نزدیک به سی سال، مدیریت باشگاه سپاهان را بر عهده داشته است و صاحب‌امتیاز این باشگاه نیز بوده است. حریری همچنین بین سال‌های ۱۳۴۶ تا ۱۳۵۶ معاون اداره کل تربیت بدنی اصفهان بوده است. او مدتی سرپرست تیم ملی فوتبال ایران نیز بوده است. وی در سال ۱۳۶۱ به دلیل بیماری همسرش مجبور به ترک اصفهان شد و امتیاز باشگاه سپاهان را به مسعود تابش واگذار کرد. در جشن پنجاهمین سالگرد تأسیس این باشگاه، از خانوادهٔ حریری تقدیر شد. حریری در زادگاه خود در رفسنجان، به خاک سپرده شده است.